# In Your Eyes (песня The Weeknd)
«In Your Eyes» (с англ. — «В твоих глазах») ― сингл канадского певца The Weeknd с его четвертого студийного альбома After Hours (2020) . Он был представлен на радио 24 марта 2020 года в качестве третьего сингла альбома. Первоначально он был выпущен за четыре дня до этого. 21 мая 2020 года был выпущен ремикс с участием американской певицы и рэпера Doja Cat. Еще один ремикс на песню с участием саксофониста Кенни Джи был выпущен 16 октября 2020 года.

## История
Песня впервые прозвучала в короткометражном фильме After Hours во время сцены, в которой The Weeknd проходил мимо музыканта, игравшего соло на саксофоне. Позже президент Island Records Луис Блум в интервью журналу Music Week в середине марта 2020 года подтвердил, что прямое продолжение «Blinding Lights» должно было появиться после выхода альбома. Затем было объявлено, что продолжение будет в песне «In Your Eyes», которая будет добавлена в различные популярные плейлисты Spotify, а ее выпуск на радио будет подтвержден Гэри Трастом из журнала Billboard 20 марта 2020 года.
Текст песни рассказывает об отношениях The Weeknd с моделью Беллой Хадид. Он демонстрирует уязвимость, которой раньше не было, отказываясь от своего обычного способа употребления алкоголя и наркотиков, чтобы открыто справиться со своими эмоциями и признаться в своих проступках. “Мне стыдно за то, что я сделал, да”, ― признается он, приходя к пониманию того, что боль, которую он причинил, причиняет боль не только его предыдущей возлюбленной, но и ему самому. По мере продвижения трека чувство сожаления усиливается ― он начинает видеть, как его собственная боль отражается в человеке, которому он причинил боль, как будто ее глаза ― зеркало, раскрывающее причиненный им вред.

## Критика
Песня получила восторженные отзывы и была отмечена критиками как выдающийся трек с альбома, причем сингл сравнивался с предыдущими радио-хитами The Weeknd. Различные журналисты отметили сильное влияние 80-х годов. Редактор Stereogum Том Брейхан описал запись как «чистый яппи-клубный поп середины 80-х, пропитанный коксом. Песня в стиле 80-х и заканчивается она кричащим соло на саксофоне». Макс Сеа редактор GQ написал: Работа идеальная и запоминающаяся — звуки 80-х (мерцающие синтезаторы, змеиная латунь, эмбиентные оттенки) отполированы и звучат современно.

## Музыкальный клип
Музыкальное видео было впервые опубликовано режиссером Антоном Тамми в Instagram 21 марта 2020 года, а The Weeknd позже на следующий день опубликовал миниатюру для визуального в своих аккаунтах в социальных сетях. Его подтверждение в качестве музыкального видео для сингла появилось за одиннадцать часов до его выпуска, премьера видео состоялась в 23 марта 2020 года.

## Чарты
| Чарт (2020)                                            | Высшая позиция |
| ------------------------------------------------------ | -------------- |
| Австралия (ARIA)                                       | 13             |
| Австрия (Ö3 Austria Top 40)                            | 23             |
| Бельгия/Фландрия (Ultratop 50)                         | 8              |
| Бельгия/Валлония (Ultratop 50)                         | 1              |
| Канада (Billboard Canadian Hot 100)                    | 13             |
| Канада (Billboard AC)                                  | 10             |
| Канада (Billboard CHR/Top 40)                          | 6              |
| Канада (Billboard Hot AC)                              | 7              |
| СНГ (TopHit)                                           | 38             |
| Croatia (HRT)                                          | 23             |
| Чехия (Rádio — Top 100)                                | 1              |
| Чехия (Singles Digitál Top 100)                        | 9              |
| Дания (Tracklisten)                                    | 5              |
| El Salvador (Monitor Latino)                           | 8              |
| Estonia (Eesti Tipp-40)                                | 5              |
| Финляндия (Suomen virallinen lista)                    | 12             |
| Франция (SNEP)                                         | 31             |
| Германия (GfK)                                         | 68             |
| Мир (Billboard Global 200)                             | 50             |
| Greece (IFPI)                                          | 4              |
| Венгрия (Rádiós Top 40)                                | 2              |
| Венгрия (Single Top 40)                                | 13             |
| Венгрия (Stream Top 40)                                | 12             |
| Iceland (Plötutíðindi)                                 | 2              |
| Ирландия (IRMA)                                        | 12             |
| Израиль (Media Forest)                                 | 5              |
| Италия (FIMI)                                          | 26             |
| Lithuania (AGATA)                                      | 6              |
| Malaysia (RIM)                                         | 15             |
| Mexico Airplay (Billboard)                             | 6              |
| Нидерланды (Dutch Top 40)                              | 5              |
| Нидерланды (Single Top 100)                            | 19             |
| Новая Зеландия (Recorded Music NZ)                     | 24             |
| Норвегия (VG-lista)                                    | 5              |
| Польша (Polish Airplay Top 100)                        | 1              |
| Португалия (AFP)                                       | 11             |
| Россия (TopHit)                                        | 41             |
| Шотландия (OCC Scotland)                               | 25             |
| Singapore (RIAS)                                       | 13             |
| Словакия (Rádio — Top 100)                             | 18             |
| Словакия (Singles Digitál Top 100)                     | 6              |
| Slovenia (SloTop50)                                    | 11             |
| Испания (PROMUSICAE)                                   | 70             |
| Швеция (Sverigetopplistan)                             | 7              |
| Швейцария (Schweizer Hitparade)                        | 12             |
| Украина (TopHit)                                       | 56             |
| Великобритания (OCC UK Singles)                        | 17             |
| США (Billboard Hot 100)                                | 16             |
| США (Billboard Adult Contemporary) · featuring Kenny G | 27             |
| США (Billboard Adult Pop Airplay)                      | 33             |
| США (Billboard Pop Airplay)                            | 20             |
| США (Billboard Rhythmic)                               | 16             |
| US Rolling Stone Top 100                               | 3              |
| Venezuela (Record Report)                              | 35             |

| Чарт (2020)    | Высшая позиция |
| -------------- | -------------- |
| Paraguay (SGP) | 59             |

| Чарт (2020-2021)                  | Позиция |
| --------------------------------- | ------- |
| Australia (ARIA)                  | 91      |
| Belgium (Ultratop Flanders)       | 20      |
| Belgium (Ultratop Wallonia)       | 7       |
| Canada (Canadian Hot 100)         | 40      |
| CIS (Tophit)                      | 129     |
| Denmark (Tracklisten)             | 21      |
| France (SNEP)                     | 71      |
| Hungary (Rádiós Top 40)           | 30      |
| Hungary (Single Top 40)           | 61      |
| Iceland (Plötutíðindi)            | 5       |
| Italy (FIMI)                      | 63      |
| Netherlands (Dutch Top 40)        | 8       |
| Netherlands (Single Top 100)      | 45      |
| Norway (VG-lista)                 | 23      |
| Poland (Polish Airplay Top 100)   | 8       |
| Russia Airplay (Tophit)           | 167     |
| Sweden (Sverigetopplistan)        | 14      |
| Switzerland (Schweizer Hitparade) | 45      |

## Сертификации
| Регион | Сертификация  | Продажи    |
| --- | ------------- | ---------- |
| Австралия (ARIA) | Платиновый    | 70 000     |
| Бельгия (BEA) | Платиновый    | 40 000     |
| Канада (Music Canada) | 2× Платиновый | 160 000    |
| Дания (IFPI Danmark) | 2× Платиновый | 180 000    |
| Франция (SNEP) | Бриллиантовый | 333 333    |
| Германия (BVMI) | Золотой       | 200 000    |
| Италия (FIMI) | 2× Платиновый | 140 000    |
| Норвегия (IFPI Norway) | 2× Платиновый | 120 000    |
| Польша (ZPAV) | 3× Платиновый | 150 000    |
| Португалия (AFP) | 2× Платиновый | 20 000     |
| Испания (PROMUSICAE) | Платиновый    | 40 000     |
| Великобритания (BPI) | Платиновый    | 600 000    |
| США (RIAA) | Платиновый    | 1 000 000  |
| Стриминг |               |            |
| Греция (IFPI Greece) | Золотой       | 1 000 000  |
| Швеция (GLF) | 3× Платиновый | 24 000 000 |
| Данные о продажах + прослушиваниях приведены только на основе сертификации. · Данные только о прослушиваниях приведены на основе сертификации. |               |            |